# Alobras
Alobras település Spanyolországban, Teruel tartományban. Alobras Albarracín, Jabaloyas és Veguillas de la Sierra községekkel határos. Lakosainak száma 69 fő (2024).

## Népesség
A település lakosságának változását az alábbi diagram mutatja:
| Lakosok száma | 93   | 85   | 71   | 70   | 79   | 75   | 65   | 64   | 67   | 69   |
|               | 2001 | 2004 | 2007 | 2009 | 2012 | 2014 | 2017 | 2019 | 2022 | 2024 |